# 聖瑪麗亞德赫蘇斯

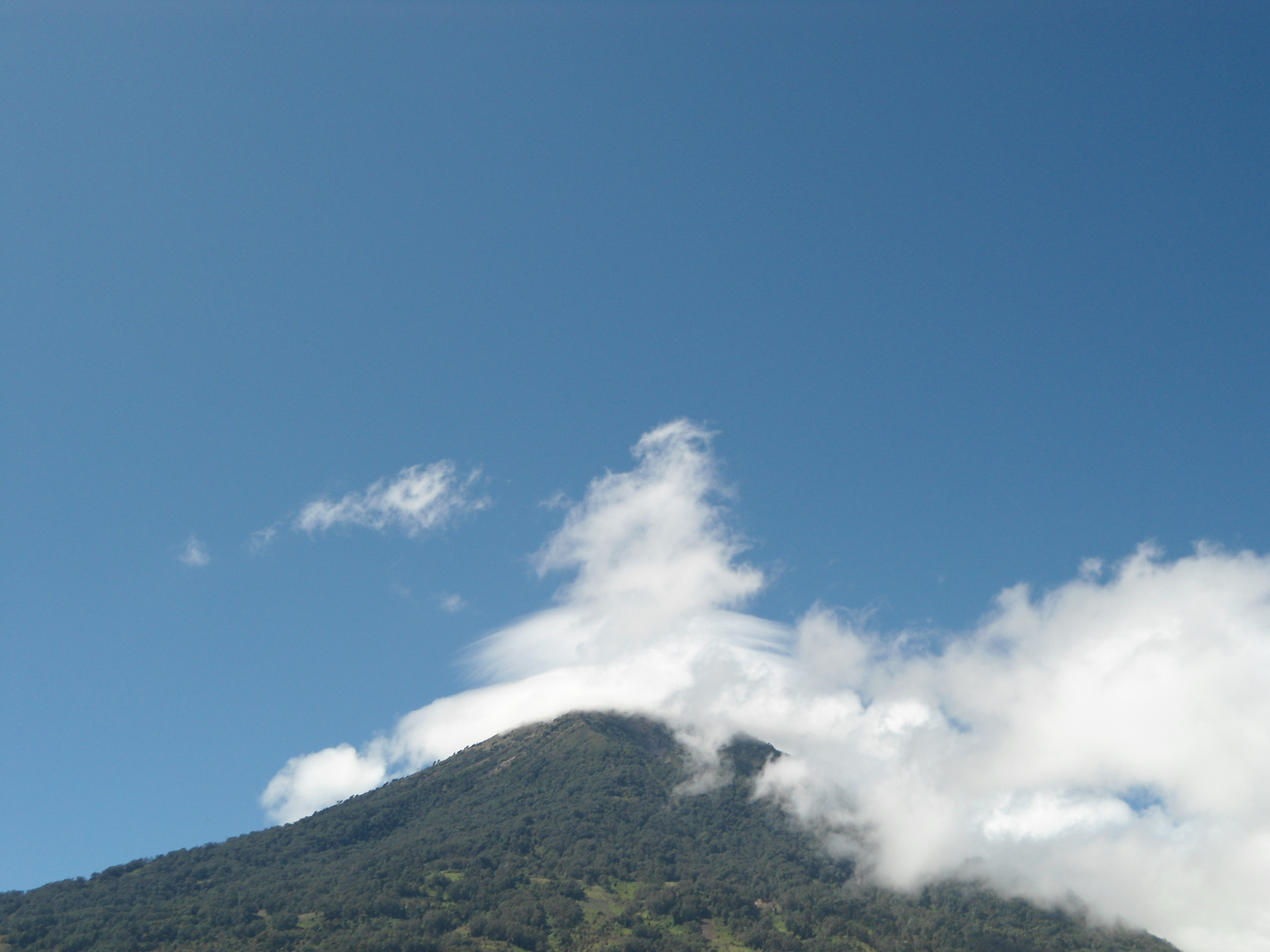

聖瑪麗亞德赫蘇斯（西班牙語：Santa María de Jesús）是危地馬拉的城鎮，由薩卡特佩克斯省負責管轄，位於該國南部，距離首都危地馬拉市55公里，始建於1540年，面積34平方公里，海拔高度2,070米，主要經濟活動是農業和旅遊業，2002年人口15,529。